# Alsógyenes megállóhely
Alsógyenes megállóhely egy Zala vármegyei vasúti megállóhely, melyet a MÁV üzemeltet Gyenesdiás településen.
A település nyugati határa közelében, a névadó Alsógyenes településrész délnyugati szélén helyezkedik el, a Balaton partjától kevesebb, mint száz méterre, közúti elérését a 71-es főút körforgalmú csomópontjából kiágazó, önkormányzati fenntartású út (települési nevén Balaton utca) biztosítja.

## Vasútvonalak
A megállóhelyet az alábbi vasútvonalak érintik:
- Balatonszentgyörgy–Tapolca–Ukk-vasútvonal

## Kapcsolódó állomások
A megállóhelyhez az alábbi állomások vannak a legközelebb:
- Gyenesdiás megállóhely (Balatonszentgyörgy–Tapolca–Ukk-vasútvonal)
- Keszthely vasútállomás (Balatonszentgyörgy–Tapolca–Ukk-vasútvonal)

## Forgalom
| Járat               | Útvonal | Gyakoriság                             |
| ------------------- | --- | -------------------------------------- |
| személyvonat        | Ukk – Gógánfa – Zalagyömörő – Sümeg – Sümegi Bazaltbánya – Uzsa – Uzsabánya alsó – Tapolca – Raposka – Balatonederics (← Becehegy) – Balatongyörök – Vonyarcvashegy – Gyenesdiás – Alsógyenes – Keszthely | Napi 1 Keszthely felé, napi 2 Ukk felé |
| személyvonat        | Celldömölk – Nemeskocs – Boba – Kemenespálfa – Jánosháza – Nemeskeresztúr – Rigács – Ukk – Gógánfa – Zalagyömörő – Sümeg – Sümegi Bazaltbánya (← Uzsa) – Uzsabánya alsó – Tapolca – (Raposka →) – Balatonederics – Balatongyörök – Vonyarcvashegy – Gyenesdiás – Alsógyenes – Keszthely                                                                 | Napi 2 pár                             |
| személyvonat        | Tapolca – Raposka – Balatonederics (– Becehegy) – Balatongyörök – Vonyarcvashegy – Gyenesdiás – Alsógyenes – Keszthely (– Balatonszentgyörgy) | Napi 3 pár                             |
| Lesence sebesvonat  | Szombathely – Sárvár – Celldömölk – Ukk – Sümeg – Tapolca – Raposka – Balatonederics – Balatongyörök – Vonyarcvashegy – Gyenesdiás – (Alsógyenes →) Keszthely | Nyáron napi 1 Keszthely felé           |
| Tanúhegy sebesvonat | Győr – Győr-Gyárváros – Győrszabadhegy – Ménfőcsanak felső – Gyömöre-Tét – Szerecseny – Gecse-Gyarmat – Vaszar – Pápa – Mezőlak – Mihályháza – Vinár – Külsővat – Celldömölk – Ukk – Sümeg – Tapolca – Raposka – Balatonederics – Balatongyörök – Vonyarcvashegy – Gyenesdiás (← Alsógyene) – Keszthely                                                 | Nyáron napi 1 Győr felé                |
| Helikon InterRégió  | Tapolca – Raposka – Balatonederics – Becehegy – Balatongyörök – Vonyarcvashegy – Gyenesdiás – Alsógyenes – Keszthely – Balatonszentgyörgy – Balatonberény – Balatonmáriafürdő – Balatonfenyves alsó – Balatonfenyves – Alsóbélatelep – Bélatelep – Fonyód – Lengyeltóti – Öreglak – Somogyvár – Pamuk – Osztopán – Somogyjád – Kapostüskevár – Kaposvár | Napi 1 pár                             |